# Communes de la province de Vicence
- Haut – A
- B
- C
- D
- E
- F
- G
- H
- I
- J
- K
- L
- M
- N
- O
- P
- Q
- R
- S
- T
- U
- V
- W
- X
- Y
- Z

## A
- Agugliaro
- Albettone
- Alonte
- Altavilla Vicentina
- Altissimo
- Arcugnano
- Arsiero
- Arzignano
- Asiago
- Asigliano Veneto

## B
- Barbarano Vicentino
- Bassano del Grappa
- Bolzano Vicentino
- Breganze
- Brendola
- Bressanvido
- Brogliano

## C
- Caldogno
- Caltrano
- Calvene
- Camisano Vicentino
- Campiglia dei Berici
- Campolongo sul Brenta
- Carrè
- Cartigliano
- Cassola
- Castegnero
- Castelgomberto
- Chiampo
- Chiuppano
- Cismon del Grappa
- Cogollo del Cengio
- Conco
- Cornedo Vicentino
- Costabissara
- Creazzo
- Crespadoro

## D
- Dueville

## E
- Enego

## F
- Fara Vicentino
- Foza

## G
- Gallio
- Gambellara
- Gambugliano
- Grancona
- Grisignano di Zocco
- Grumolo delle Abbadesse

## I
- Isola Vicentina

## L
- Laghi
- Lastebasse
- Longare
- Lonigo
- Lugo di Vicenza
- Lusiana

## M
- Malo
- Marano Vicentino
- Marostica
- Mason Vicentino
- Molvena
- Monte di Malo
- Montebello Vicentino
- Montecchio Maggiore
- Montecchio Precalcino
- Montegalda
- Montegaldella
- Monteviale
- Monticello Conte Otto
- Montorso Vicentino
- Mossano
- Mussolente

## N
- Nanto
- Nogarole Vicentino
- Nove
- Noventa Vicentina

## O
- Orgiano

## P
- Pedemonte
- Pianezze
- Piovene Rocchette
- Poiana Maggiore
- Posina
- Pove del Grappa
- Pozzoleone

## Q
- Quinto Vicentino

## R
- Recoaro Terme
- Roana
- Romano d'Ezzelino
- Rossano Veneto
- Rosà
- Rotzo

## S
- Salcedo
- San Germano dei Berici
- San Nazario
- San Pietro Mussolino
- San Vito di Leguzzano
- Sandrigo
- Santorso
- Sarcedo
- Sarego
- Schiavon
- Schio
- Solagna
- Sossano
- Sovizzo

## T
- Tezze sul Brenta
- Thiene
- Tonezza del Cimone
- Torrebelvicino
- Torri di Quartesolo
- Trissino

## V
- Valdagno
- Valdastico
- Valli del Pasubio
- Valstagna
- Velo d'Astico
- Vicence
- Villaga
- Villaverla

## Z
- Zanè
- Zermeghedo
- Zovencedo
- Zugliano